# Höglandsdräkt

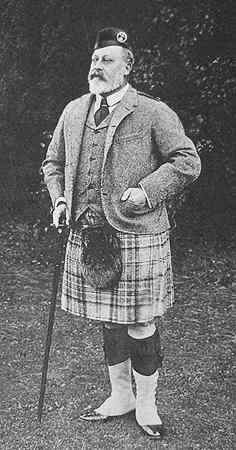
Kung Edvard VII i en Argyllkavaj i tweed, kilt och Glengarry (1904).

Höglandsdräkt är den traditionella folkdräkten i högländerna och öarna i Skottland. Det kännetecknas ofta av ylletyget tartan. Skjorta, jacka, livstycken och huvudbonader med specifika mönster kan också bäras tillsammans med klanmärken och andra anordningar som indikerar familj och arv.
Mäns höglandsdräkt inkluderar vanligtvis en kilt eller långa byxor (så kallade trews), tillsammans med antingen en full pläd, flugpläd eller kort bältad pläd av tartan. Det finns ett antal tillbehör, som även kan bäras, bland annat ett bälte, sporran, sgian-dubh, knästrumpor med manschett som kallas kiltslang, strumpeband, kiltnålar och klanmärken.
Kvinnors höglandsklänning är också baserad på klanens tartan, antingen den från hennes födelseklan eller, om hon är gift, den från hennes makes klan om hon så önskar. Traditionellt bär kvinnor och flickor inte kilt men kan bära fotlånga tartankjolar, tillsammans med en färgkoordinerad blus och väst. Skärp eller tonnag (mindre sjal) kan också bäras, vanligen fäst med en brosch, ibland med ett klanmärke eller annat familje- eller kulturmotiv.